# Phronia effusa
Phronia effusa är en tvåvingeart som beskrevs av Gagne 1975. Phronia effusa ingår i släktet Phronia och familjen svampmyggor.
Artens utbredningsområde är Kalifornien. Inga underarter finns listade i Catalogue of Life.